# Геддерт, Джон
Джон Джеральд Геддерт (21 декабря 1957 — 25 февраля 2021) — американский тренер по спортивной гимнастике. Тренировал олимпийскую чемпионку Джордин Вибер и был главным тренером олимпийской сборной США по гимнастике на летних Олимпийских играх в Лондоне 2012 года. Был давним знакомым сексуального преступника Ларри Нассара. Был обвинён в физическом, психологическом и сексуальном насилии, после чего совершил самоубийство.

## Роль в сексуальным скандале
Давние связи Геддерта с Ларри Нассаром, который был обвинён в сексуальном насилии по крайней мере 150 женщин и девочек, привели Геддерта к проблемам с законом. Тесные личные и профессиональные отношения Геддерта и Нассара заставили некоторых подозревать, что Геддерт знал о преступлениях Нассара, но ничего не предпринял. Многие бывшие гимнасты и родители утверждали, что напряженная и оскорбительная среда, созданная Геддертом в своём спортзале, позволила Нассару, тихому и, казалось бы, нежному врачу, который регулярно вызывался добровольно поработать в спортзале Геддерта, ухаживать за юными гимнастками и завоевывать их доверие. Несколько гимнасток признали, что Геддерт создал настолько враждебную среду, что они не могли обратиться к нему с жалобами на Нассара. По крайней мере, одна бывшая гимнастка засвидетельствовала, что Геддерт присутствовал при медосмотре, когда Нассар ощупывал её вагину пальцем. Гимнастка показала, что Геддерт пошутил по поводу увиденного и покинул комнату.

## Смерть
25 февраля 2021 года Геддерт застрелился. Это произошло через несколько часов после того, как ему было предъявлено обвинение в 24 тяжких преступлениях: принуждении к труду незаконных иммигрантов, незаконной иммиграции несовершеннолетних для принудительного труда, преступном сексуальном поведении первой степени, преступном сексуальном поведении второй степени и лжи во время расследования тяжкого преступления.